# Портрет Егора Ивановича Меллер-Закомельского
«Портрет Егора Ивановича Меллер-Закомельского» — картина Джорджа Доу и его мастерской, из Военной галереи Зимнего дворца.
Картина представляет собой погрудный портрет генерал-лейтенанта барона Егора Ивановича Меллер-Закомельского из состава Военной галереи Зимнего дворца.
С начала Отечественной войны 1812 года генерал-майор барон Меллер-Закомельский был генерал-адъютантом и командовал 1-м резервным кавалерийским корпусом, за отличие в сражении под Красным произведён в генерал-лейтенанты. Во время Заграничного похода 1813 года неоднократно исполнял поручения императора Александра I по дипломатической части.
Изображён в генеральском доломане Мариупольского гусарского полка, введённом в 1813 году, на плечо наброшен ментик. Через плечо перекинута Анненская лента с лядуночной перевязью поверх неё. Слева на груди звезда ордена Св. Анны 1-й степени; на шее крест ордена Св. Владимира 2-й степени (звезду этого ордена, которую было положено носить на груди, художник ошибочно не изобразил); справа на груди крест ордена Св. Георгия 4-го класса и серебряная медаль «В память Отечественной войны 1812 года» на Андреевской ленте. С тыльной стороны картина надпись: Miller Zakomelsky. Подпись на раме: Баронъ Е. И. Меллеръ-Закомельскiй, Генералъ Лейтенантъ.
7 августа 1820 года Комитетом Главного штаба по аттестации барон Меллер-Закомельский был включён в список «генералов, которых служба не принадлежит до рассмотрения Комитета». Сам Меллер-Закомельский по окончании Наполеоновских войн из-за болезни вышел в отставку и проживал в своём имении Усвяты в Витебской губернии. Инспекторским департаментом Военного министерства 2 января 1825 года ему было направлено письмо: «портрет его Высочайше повелено написать живописцу Дове, посему если изволит прибыть в Санкт-Петербург, то не оставить иметь с Дове свидание». 5 марта того же года Меллер-Закомельский отправил в Инспекторский департамент ответное письмо, в котором сообщал, что «будучи одержим жестокою болезнью, и вот причина по которой замедлил с моим ответом. Приемля с благоговением волю Государя Императора, постараюсь прибыть в Санкт-Петербург как скоро лишь получу совершенное облегчение, и тогда войду в сношение с живописцем Дове». Однако здоровье не позволило Меллер-Закомельскому приехать в столицу, и он отправил художнику для снятия копии свой портрет, который ему был возвращён 14 ноября 1827 года. Гонорар Доу был выплачен 21 июня 1827 года. Портрет поступил в Эрмитаж 8 июля 1827 года. Предыдущая сдача готовых портретов была 18 октября 1826 года, соответственно картина датируется между этими числами. Портрет-прототип современным исследователям неизвестен.